# Mr. Taxi
Mr. Taxi è un brano musicale del gruppo di idol sudcoreano Girls' Generation, pubblicato come secondo singolo dell'album The Boys, ed è stato pubblicato il 27 aprile 2011.
Il singolo è stato pubblicato anche sul mercato in lingua giapponese come doppio lato A, abbinato con il brano Run Devil Run, dove è stato certificato disco di platino.

## Tracce
Digital download
1. Mr. Taxi - 3:33

CD singolo giapponese
1. Mr. Taxi - 3:33
2. Run Devil Run (Versione giapponese) - 3:22

Durata totale: 6:53

## Classifiche
| Classifica (2011)                  | Posizione massima |
| ---------------------------------- | ----------------- |
| Corea del Sud (Circle Chart)       | 9                 |
| Giappone (Oricon)                  | 2                 |
| Giappone (Billboard Japan Hot 100) | 1                 |
| Taiwan (G-Music J-POP Daily Chart) | 1                 |